# CHNOPS

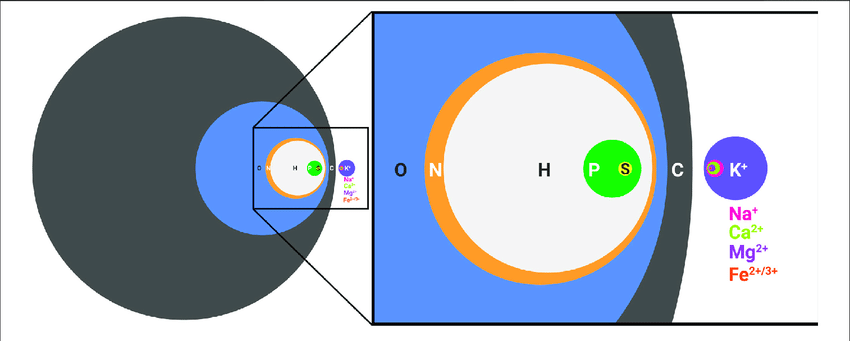
Les CHNOPS et les métaux les plus abondants des cellules biologiques. Les diamètres sont proportionnels au pourcentage de poids sec. Composition moyenne bactérienne selon les données de Lawford et Rousseau (1996) et Tchobanoglous, Burton, Franklin et al. (2003),.

CHNOPS est un acronyme mnémotechnique désignant les six éléments chimiques principaux qui constituent les êtres vivants : le carbone C, l'hydrogène H, l'azote N, l'oxygène O, le phosphore P et le soufre S,,. De manière semblable, l'acronyme CHON fait référence aux quatre premiers éléments chimiques.
Toutes les molécules biologiques ou biomolécules contiennent ainsi du carbone et de l'hydrogène ; les lipides, par exemple, sont constitués presque entièrement de ces deux éléments. L'azote joue un rôle déterminant dans les acides aminés et les bases nucléiques, constituants élémentaires des protéines et du matériel génétique, ainsi que dans de nombreux cofacteurs et groupes prosthétiques. L'oxygène est particulièrement présent dans les glucides ainsi que dans de nombreux groupes fonctionnels, tandis que le phosphore intervient dans la structure des acides nucléiques et des phospholipides — ces derniers jouant un rôle structurel majeur dans les membranes biologiques — ainsi que dans le métabolisme énergétique des cellules à travers l'ADP, et dans certains mécanismes de signalisation cellulaire et de régulation des voies métaboliques à travers la phosphorylation d'enzymes clés. Le soufre entre dans la composition de nombreuses protéines à travers deux acides aminés, la cystéine et la méthionine, où il peut jouer un rôle catalytique (nucléophile de triade catalytique, centre fer-soufre, etc.) ou structurel (ponts disulfure par exemple) ; il joue également un rôle clé dans certaines coenzymes, comme la coenzyme A, et comme antioxydant, par exemple dans le glutathion ou la thiorédoxine.

## Exobiologie
Ces éléments sont d'une importance capitale dans le domaine de l'exobiologie.
On remarque ainsi que les astéroïdes de type C sont riches en CHON. Les astéroïdes de ce type sont les plus nombreux et entrent fréquemment en collision avec la Terre, surtout à l'époque de la Terre primitive.